# Agat
Agat is een dorp en gemeente op het Amerikaanse eiland Guam in de Grote Oceaan. De gemeente had in 2010 een bevolkingsaantal van 4.917 op een oppervlakte van 26,76 km², waarmee de bevolkingsdichtheid 183,74 inwoners per vierkante kilometer bedroeg.

## Geografie
Agat ligt op het zuidelijk deel van het eiland en grenst aan de Filipijnenzee. De gemeente heeft een oppervlakte van 26,76 km² en wordt omsloten door drie andere gemeenten, namelijk Santa Rita in het noorden en noordoosten, Talofofo in het zuidoosten en Umatac in het zuiden.

## Demografie
Bij de census van 2010 telde de gemeente 4.917 inwoners. Ten opzichte van 2000 is dat ongeveer 13% minder, want toen bedroeg het inwoneraantal 5.656.